# Morgensternhöhe
Die Morgensternhöhe ist eine Anhöhe zwischen Zöblitz und Ansprung im Erzgebirge in Sachsen.
Der 711 m hohe, mit Wiesen und Wald bestandene Hügel ist eine Station des Europäischen Fernwanderweges E3.
Sein Name geht auf den im Jahr 1720 ersten urkundlich erwähnten Besitzer Christoph Morgenstern zurück.

## Aussicht
Vom Weg längs des Waldrandes erblickt man im Süden Teile des Schwarzwassertales, im Südwesten Teile von Pobershau, im Westen Teile der Bergstadt Marienberg, dessen Ortsteile Lauta und Rittersberg. Im Nordwesten erkennt man Zöblitz, Niederlauterstein, Lauterbach, Wünschendorf und bei guter Sicht das Jagdschloss Augustusburg, nördlich die Annahöhe zwischen Zöblitz und Sorgau sowie im Nordosten Ansprung, Hallbach, Sayda und den Schwartenberg bei Neuhausen/Erzgeb.

## Touristische Erschließung
Seit 1911 ist die Morgensternhöhe im Besitz des Erzgebirgsvereins.
Anlässlich des 25-jährigen Thronjubiläums des deutschen Kaisers wurde ein Stein mit der Aufschrift „Wilhelm II. 1888–1913“ versehen. Im November 1933 wurde ein Kriegerehrenmal für die Opfer des Ersten Weltkrieges errichtet. Später wurde dort auch eine Namenstafel der Opfer des Zweiten Weltkrieges angebracht. Die zentrale Gedenkfeier der Gemeinde Marienberg zum Volkstrauertag 2019 fand am Kriegerdenkmal auf der Morgensternhöhe statt. Rund 120 Menschen, darunter Vertreter des Stadtrates und der Stadtverwaltung, des örtlichen Erzgebirgszweigvereines (EZV), des Zöblitzer Schützenvereins, der Bundeswehr sowie Kameraden der Freiwilligen Feuerwehr nahmen teil.

### Anfahrt
Über die B 171 (aus Richtung Zöblitz kommend) am Ortseingang Ansprung nach rechts Richtung Hüttstattmühle fahren. Nach ca. 800 m besteht eine Parkmöglichkeit, von der aus die Morgensternhöhe über einen ca. 15-minütigen Fußmarsch erreichbar ist.

## Galerie

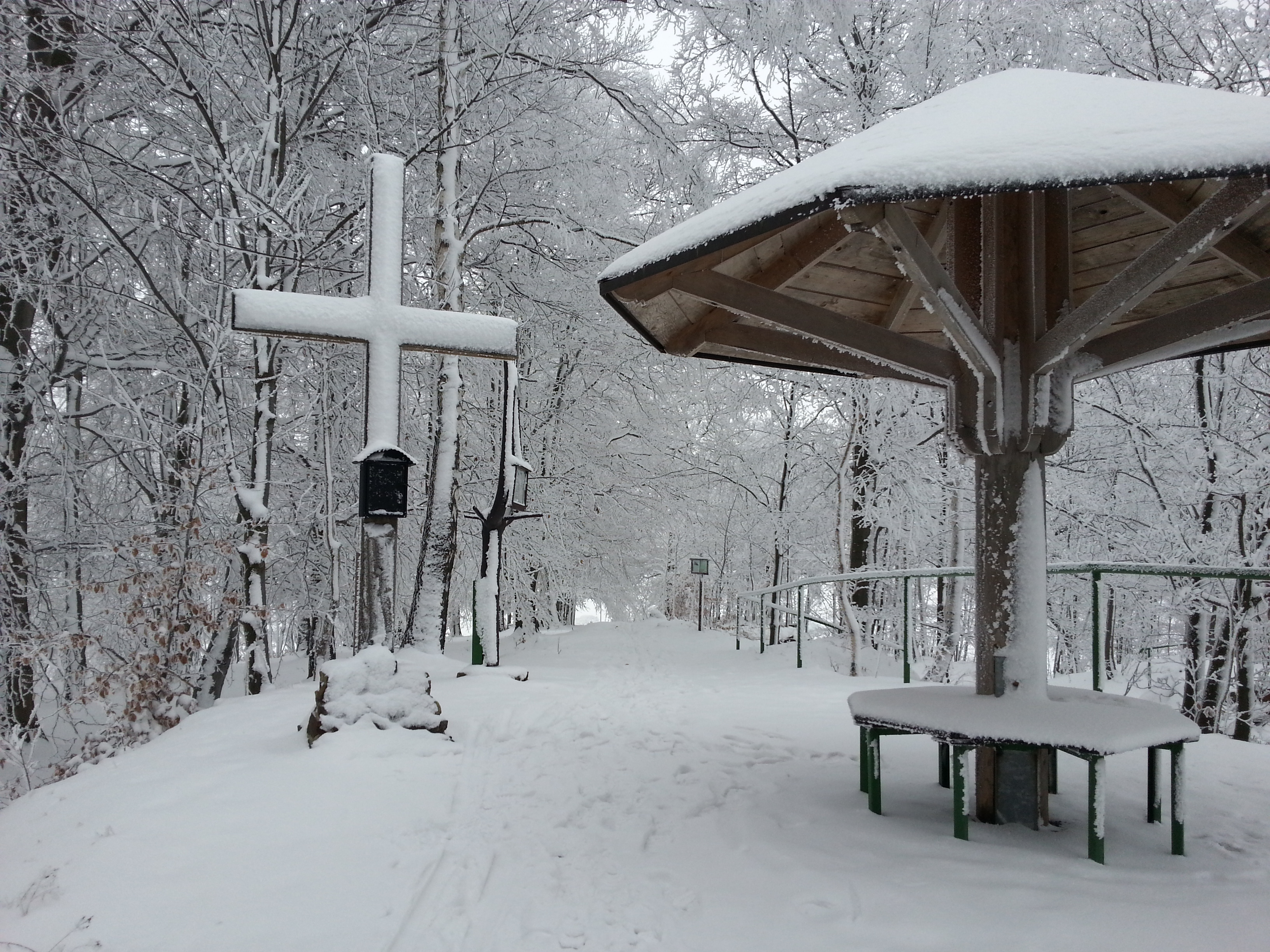
Gipfel der Morgensternhöhe
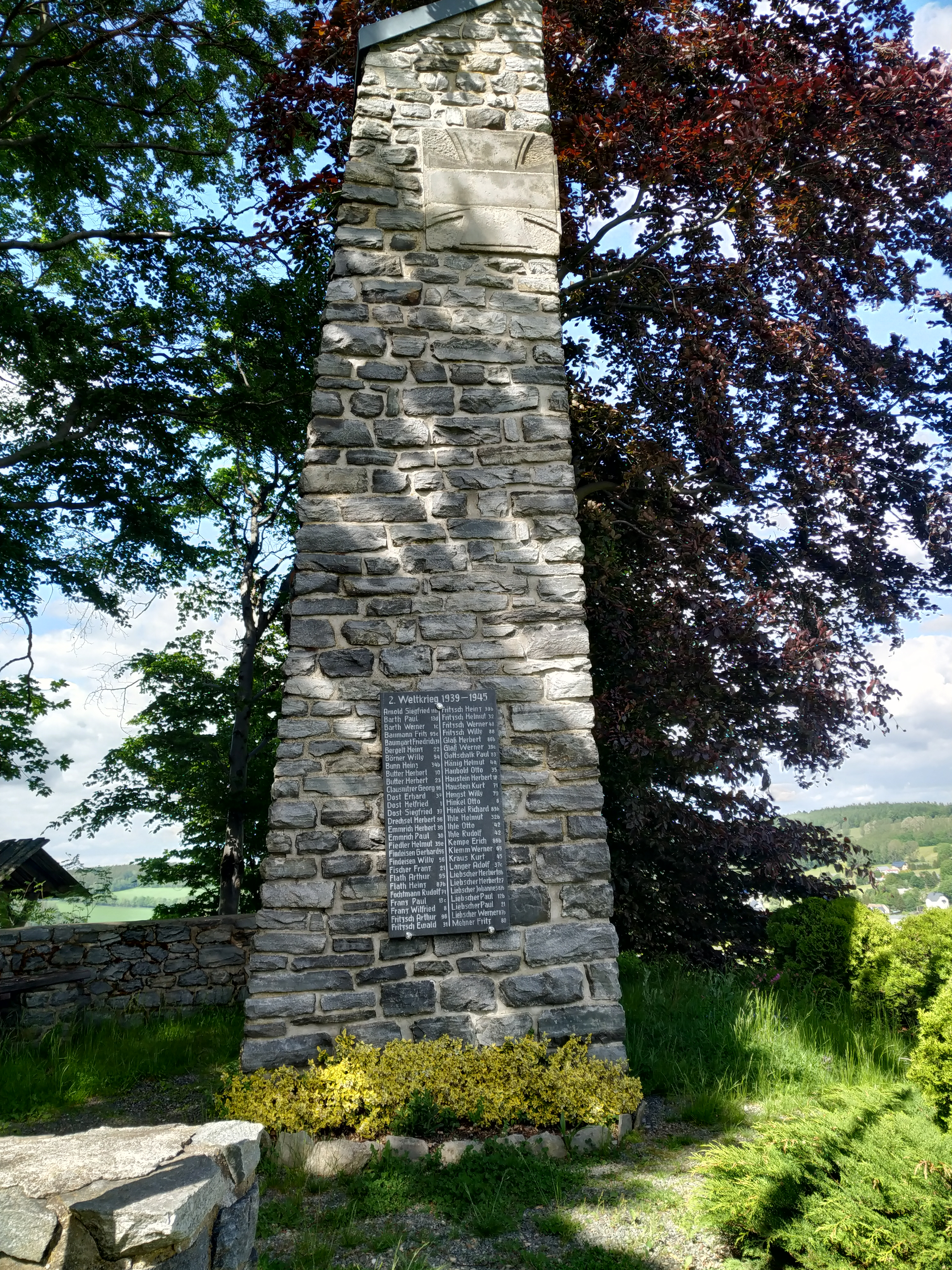
Weltkriegsdenkmal
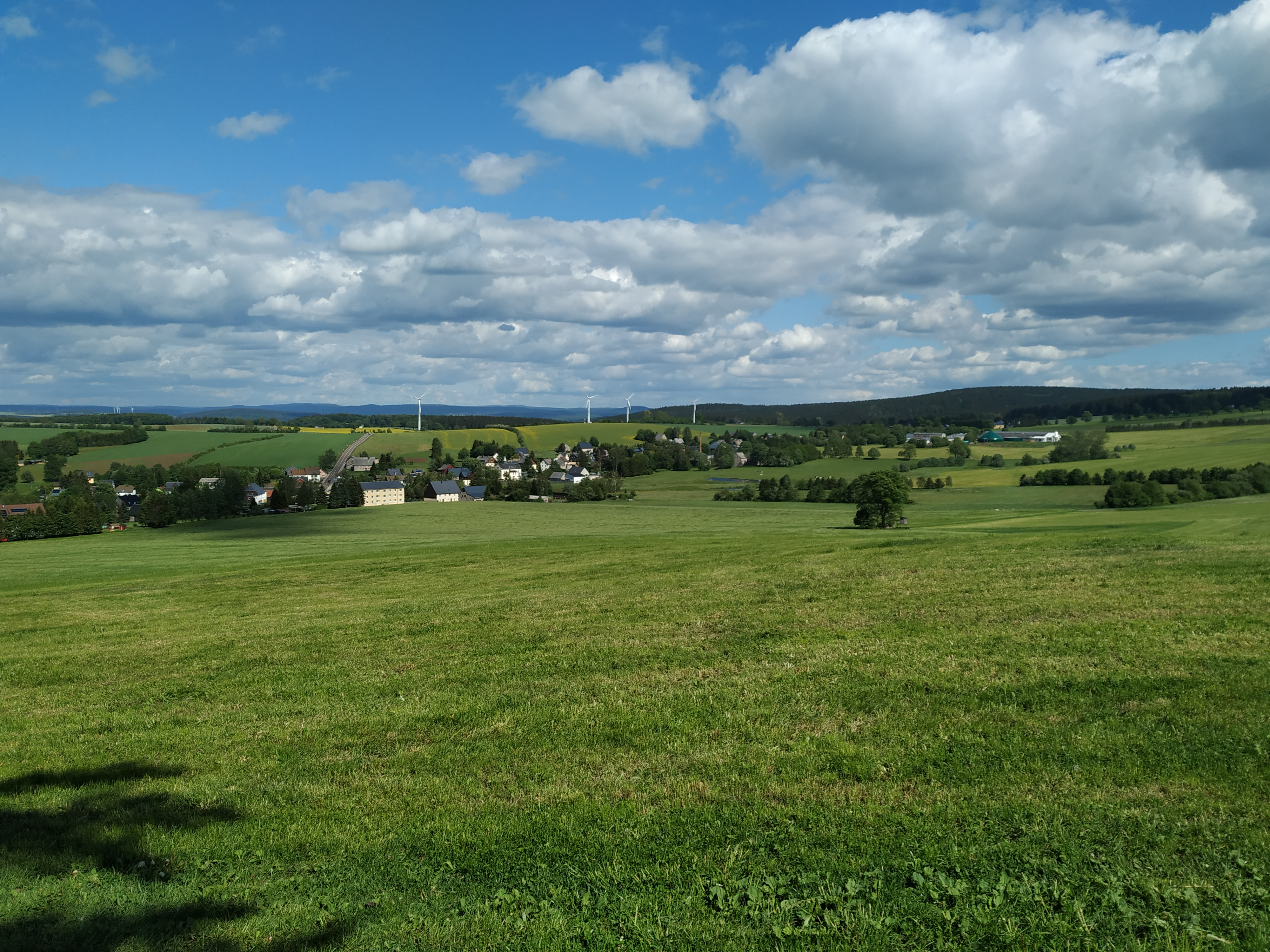
Aussicht von der Morgensternhöhe